# São Pedro de Alcântara
São Pedro de Alcântara is een gemeente in de Braziliaanse deelstaat Santa Catarina. In 2010 telde de gemeente 4.710 inwoners.

## Aangrenzende gemeenten
De gemeente grenst aan Águas Mornas, Angelina, Antônio Carlos, Santo Amaro da Imperatriz en São José.